# 乳清群海绵定
乳清群海绵定是一种溴代吡咯生物碱，首次从海洋中的群海绵属海绵提取到，是海绵的防御物质。因其具有广泛的生物活性，使得乳清群海绵定成为治疗多种疾病的潜在药物候选。

## 分布和性质
乳清群海绵定是海绵的次级代谢产物，含有吡咯和2-氨基咪唑结构。这类吡咯—2-氨基咪唑生物碱（pyrrole-2-aminoimidazoles alkaloids）是许多海绵都有的次级代谢产物，因具有独特的结构复杂性和生物活性而常被专门研究。
乳清群海绵定于1971年首次从群海绵属的Agelas oroides提取得到，后来又在膜海绵属、小轴海绵科下的Cymbaxinella属和小轴海绵属中发现了该物质。
在众多吡咯—2-氨基咪唑生物碱中，乳清群海绵定是结构相对简单，分子量较低的一种，很适合用来进行化学修饰得到其衍生物。目前研究者已经合成出了许多生物活性更优的乳清群海绵定衍生物。
在生物体内，乳清群海绵定可以在分子上引入侧链和/或官能团，或者将结构母体进行二聚得到衍生的天然产物。特别是乳清群海绵定的成环性质有助于到不同的天然多环代谢产物，通过吡咯结构基团与不同的二聚成环方式之间的结合，可以得到多种多样的多环衍生物。但是具体生物合成过程仍未探明。

## 生物活性
乳清群海绵定以及其类似物已发现有多重生物活性，包括抗癌，抗寄生虫和抗生物被膜活性，因此成为潜在的治疗癌症、寄生虫感染以及细菌感染的候选药物 

### 抗癌活性
乳清群海绵定类似物分子经过修饰后，随着烷基部分碳原子数增加，对癌细胞的细胞毒性增强。目前发现乳清群海绵定类似物似乎对抑制肠癌细胞生长作用最强，但具体机制未明。
此外，乳清群海绵定类似物可以通过抑制真菌的多重耐药性来对癌症进行辅助治疗。因为致病微生物对化疗药物产生多重耐药将会阻碍癌症的治疗效果。研究者发现乳清群海绵定对酿酒酵母中的引发多重耐药性的Pdr5p酶有抑制作用，成为一种潜在的防止致病性真菌产生多重耐药的药物。

### 抗寄生虫活性
乳清群海绵定对几种寄生性原虫表现出中等程度的抗原虫活性，如对引起昏睡病的布氏锥虫、引起恰加斯病的克氏锥虫、引起利什曼病的杜氏利什曼原虫以及引起疟疾的恶性疟原虫有杀灭或抑制活性，使其成为一种治疗上述疾病的潜在药物。

### 抗细菌生物被膜活性
乳清群海绵定能抑制细菌生物被膜形成，其类似物亦是开发生物膜抑制剂的关键物质。通常由细菌生物膜导致的皮肤感染对抗生素具有耐药性，所以乳清群海绵定类似物有助于开发有效治疗生物被膜引起的皮肤感染药物。

## 生态意义

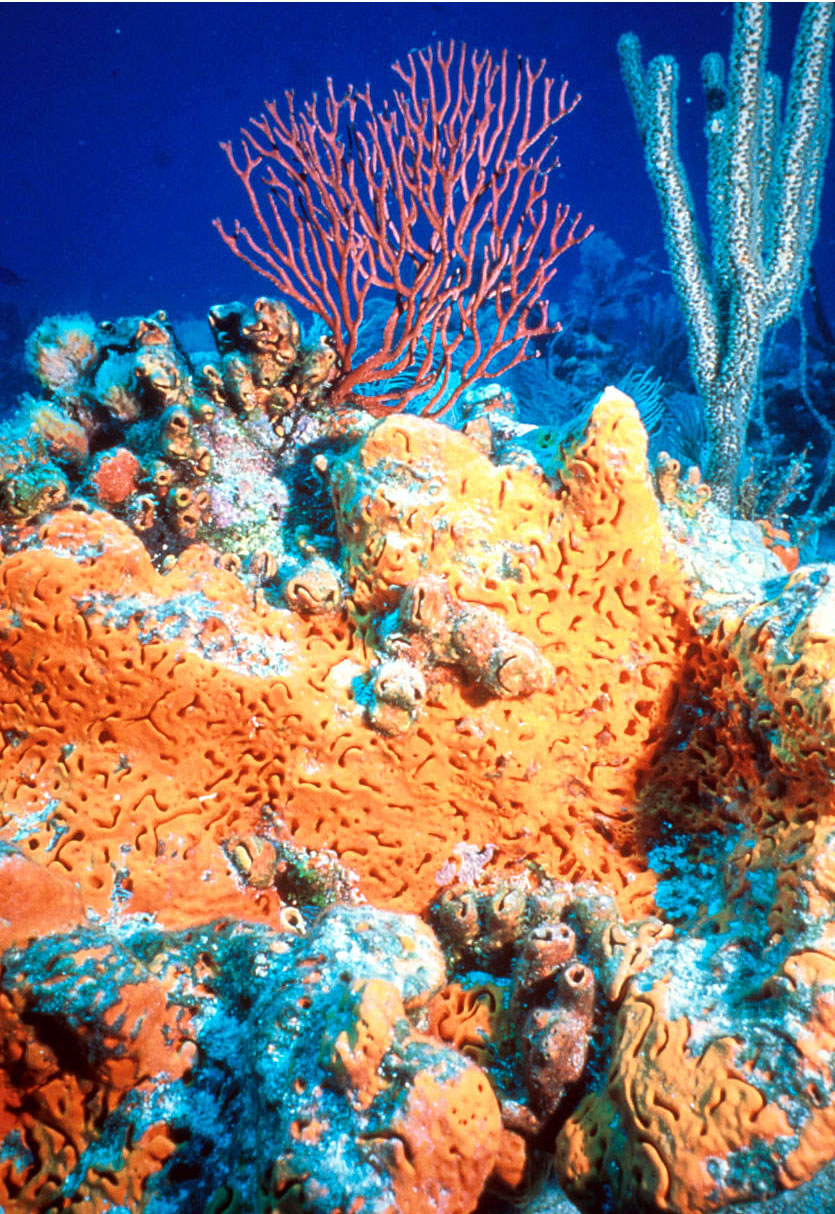
群海绵属的象耳海绵

自然环境中，海绵会产生并释放乳清群海绵定（可能会伴随其他次级代谢物）来面对捕食者和疾病爆发。1996年，分离出的乳清群海绵定以及其水解产物4,5-二溴-1氢-吡咯-2-羧酸被确认是用于防御鱼类捕食者的防御物质。随后又发现乳清群海绵定能调节浮游细菌菌落并抑制其引起的发病机制过程。
研究表明海绵分泌的乳清群海绵定具有地域差异性，并推测可能与海洋深度和颗粒态有机质（POM）可获性等环境因素有关。POM是深海海绵的主要营养来源，并且其可获取程度随海洋深度增加而增加。深海海绵分泌的乳清群海绵定是浅海海绵的三倍多，可能是丰富的POM使得深海海绵有更多的能量盈余用来产生乳清群海绵定。
由于研究者大多数关注于乳清群海绵定的生物活性，而对其防御机制作用知之甚少。然而这种防御物质在进化上是保守的，似乎该海绵物种的成功部分得益于这一演化机制。